# فرناندو سيلفا
فرناندو سيلفا (بالإسبانية: Fernando Macedo da Silva)‏ (20 أبريل 1982 لا كورونيا إسبانيا - ) هو لاعب كرة قدم إسباني.

## روابط خارجية
- فرناندو سيلفا على موقع الاتحاد الدولي (مؤرشف)  (الإنجليزية)
- فرناندو سيلفا على موقع قاعدة بيانات كرة القدم.إي يو (الإنجليزية)
- فرناندو سيلفا على موقع Soccerway.com (الإنجليزية)
- فرناندو سيلفا على موقع عالم كرة القدم.نت (الإنجليزية)
- فرناندو سيلفا على موقع AS.com (الإسبانية)